# 沙河镇 (广元市)
沙河镇，是中华人民共和国四川省广元市朝天区下辖的一个乡镇级行政单位。2019年12月，撤销蒲家乡、鱼洞乡，将其所属行政区域划归沙河镇管辖，沙河镇人民政府驻飞仙街21号。

## 行政区划
沙河镇下辖以下地区：
南华村、岳家村、秦岭村、三湾村、金鏊村、唐家村、桃源村、望云村和白虎村。